# 카폰 마그로

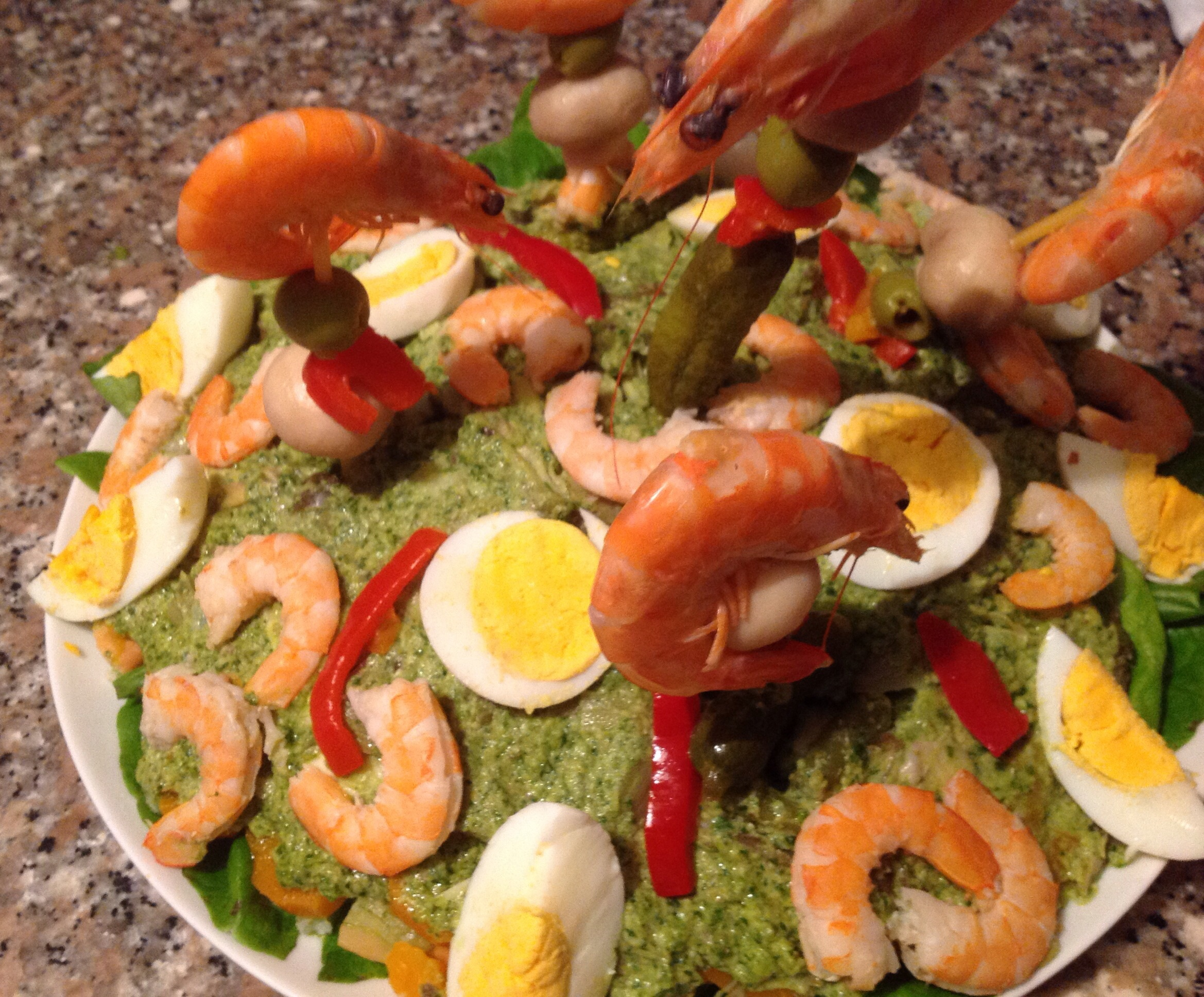
카폰 마그로

카폰 마그로(Cappon magro 또는 capòn magro)는 해산물을 곁들인 샐러드로 채소와 여러 재료를 피라미드처럼 쌓아 만든다. 정통 샐러드 요리로 다채로운 재료를 이용하여 장식하고 위에 소스를 많이 뿌린다. 이 요리는 이탈리아에서 즐겨 먹는 크리스마스 음식이다.
카폰 마그로와 비슷한 것이 시칠리아의 카포나타 요리인데 이 요리는 서민적이고 정교한 기술이 필요하지는 않다.

## 이름
크리스마스 이브와 같이 금식이나 육류를 금하는 경우 먹는데 Cappon magro는 금식날에 먹는 수탉이라는 뜻이다. 즉, 육류 대신에 생선 등 해산물이 주재료를 대신한다는 것이다.

## 만들기
하드택 같은 비스킷을 해수와 색초에 적시고 마늘 등으로 준비하는데 이 빵 사이사이를 채워 층층이 쌓는다.
각 층 사이에는 다양한 채소와 생선, 해산물이 들어가는데 랍스타나 생선류, 푸른 콩, 셀러리, 당근, 비트, 감자 등을 넣는다. 각 재료는 반드시 따로 삶거나 손질하고 식초로 간을 하여 합치는데 빵과 빵 사이를 붙일 때에는 그린 소스와 마요네즈로 소스를 만들어 바른다. 이 때 소스에는 파슬리, 마늘, 케이퍼, 안초비, 삶은 달걀 등이 반죽으로 들어가 식초와 올리브유를 한데 섞는다.  맨 위에는 랍스터를 얹으며 그 옆에는 장식으로 푸른 올리브와 케이퍼, 안초비, 아티초크, 필레 등이 들어간다.

## 제노바식 카폰 마그로
제노바식 카폰 마그로는 카폰 마그로의 일종으로 원래는 선원들이 먹던 간단한 요리였다. 말린 빵에 카폰이라고 불리는 이탈리아의 쏨벵이를 먹는 요리였을 것으로 추정된다.
오늘날에는 고풍스러운 요리로 발전하였으며 해산물과 야채샐러드로 이뤄져 있다. 굴이나 바닷가재 그리고 다양한 색깔의 야채를 곁들여서 제노아식 비스킷위에 얹어 먹는 것이 대표적인 양식이다.
크리스마스 이브에 즐겨 먹기 때문에 크리스마스날에 먹는 이탈리아의 새인 카폰과 이름이 똑같아서 붙여진 이름이라는 추측도 있다. "마그로"라는 것은 고기를 먹으면 안되는 즉, 금식일의 음식이라는 뜻이다. 육류를 먹으면 안되기 때문에 해산물 요리인 "카폰 마그로"가 크리스마스 이브 음식이며 그 속뜻은 "크리스마스이브 카폰"이라는 뜻이기도 하다.

## 같이 보기
- 샐러드 목록